# Seri obscuripennis
Seri obscuripennis är en tvåvingeart som först beskrevs av Oldenberg 1917.  Seri obscuripennis ingår i släktet Seri och familjen svampflugor. Enligt den svenska rödlistan är arten otillräckligt studerad i Sverige. Arten förekommer i Nedre Norrland. Artens livsmiljö är skogslandskap. Inga underarter finns listade i Catalogue of Life.